# Thygater cockerelli
Thygater cockerelli là một loài Hymenoptera trong họ Apidae. Loài này được Crawford mô tả khoa học năm 1906.